# 辛亥革命武昌首义纪念碑
辛亥革命武昌首义纪念碑是位于湖北省武汉市的一座武昌起义纪念建筑，1981年为纪念武昌起义70周年而建，10月10日揭幕。与辛亥革命武昌首义英雄烈士雕像、孙中山纪念碑等一同构成武昌蛇山南麓首义公园的组成部分。
该碑为大理石传统纪念碑式建筑，立于水磨石平台的正中。高11米，底座12.96平方米。正面刻有叶剑英元帅题写的“辛亥革命武昌起义纪念碑”11个大字。座前镶汉白玉，刻有约600字的碑文，史学家章开沅撰写、书法家张昕若书，记载了发动辛亥革命的经过，颂扬了孙中山及革命党人。碑座侧面有万年青、梅花瓣和彩带图案的浮雕。四周遍植苍松翠柏。2008年列入第五批湖北省文物保护单位。